# Академия права и управления ФСИН
Акаде́мия пра́ва и управле́ния Федера́льной слу́жбы исполне́ния наказа́ний (полное официальное наименование — федеральное казённое образовательное учреждение высшего образования «Академия права и управления Федеральной службы исполнения наказаний»; сокращенное название — Академия ФСИН России) — высшее учебное заведение в системе образовательных учреждений ФСИН России, осуществляющее подготовку лиц начальствующего состава для уголовно-исполнительной системы.

## История
В 1934 году по приказу Московского управления Народного комиссариата внутренних дел СССР (НКВД) были образованы Рязанские курсы по подготовке участковых инспекторов милиции. С 1935/1936 учебного года в Рязани началась подготовка руководящих работников НКВД.
С 1941 года школа называется Рязанская межобластная школа милиции. Интересно то, что школу называли женским монастырем, поскольку с 1943 по 1945 годы в школу не направлялись фронтовики.
В 1947 школа получает название Рязанская школа начальствующего состава милиции, с 1954 — Школа переподготовки начальствующего состава МВД СССР.
В 1971 году школа получает статус высшего учебного заведения — Рязанской высшей школы МВД СССР. С 1995 года — Рязанский институт права и экономики МВД России. С 1999 года — Рязанский институт права и экономики Министерства юстиции РФ. С 2001 года — Академия права и управления Министерства юстиции РФ. С 2005 года — Академия права и управления ФСИН России.
Среди выпускников Академии ФСИН России 2 Героя Российской Федерации, десятки выпускников удостоены государственных наград. Выпускники Академии ФСИН России проходят службу в ФСИН России, МВД России, ФСВНГ, ФСБ России и других органах государственной власти.

## Руководство
- Верейн Н. В., подполковник (ноябрь 1934 г. — август 1935 г.; февраль 1939 г. — 1944 г.)
- Семенов М. Г., подполковник (август 1935 г. — май 1938 г.)
- Музалев Д. М., лейтенант милиции (июнь 1938 г. — февраль 1939 г.)
- Розанов К. А., капитан милиции (октябрь 1944 г. — февраль 1946 г.)
- Турсуков А. Е., майор милиции (февраль 1946 г. — март 1949 г.)
- Столяр Ф. М., полковник милиции (март 1949 г. — март 1957 г.)
- Землянов И. М., полковник внутренней службы (март 1957 г. — октябрь 1961 г.)
- Моргунов М. С., полковник внутренней службы (октябрь 1961 г. — март 1971 г.)
- Емелин Н. Г., кандидат юридических наук, доцент, комиссар милиции 3-го ранга (июнь 1971 г. — август 1974 г.)
- Сморыго В. А., генерал-лейтенант внутренней службы (август 1974 г. — май 1981 г.)
- Рубцов В. Г., генерал-майор внутренней службы (май 1981 г. — июль 1988 г.)
- Зубков А. И., заслуженный деятель науки Российской Федерации, доктор юридических наук, профессор, генерал-майор внутренней службы (июль 1988 г. — сентябрь 1990 г.)
- Пономарев С. Н., кандидат юридических наук, профессор, генерал-майор внутренней службы (сентябрь 1990 г. — август 2003 г.)
- Гришко А. Я., доктор юридических наук, профессор, генерал-майор внутренней службы (октябрь 2003 г. — июль 2011 г.)
- Крымов Александр Александрович, доктор юридических наук, профессор, генерал-майор внутренней службы (ноябрь 2011 г. — сентябрь 2020 г.)
- Никитюк Сергей Михайлович, кандидат юридических наук, генерал-лейтенант внутренней службы (с 4 февраля 2021 г. — по настоящее время)

## Состав
- Факультеты
  - Юридический факультет (14 кафедр)
  - Экономический факультет (5 кафедр)
  - Факультет психологии и пробации (5 кафедр)
  - Факультет подготовки научно-педагогических кадров
  - Факультет повышения квалификации и первоначальной подготовки
- Кафедры
  - Кафедра теории государства и права, международного и европейского права
  - Кафедра уголовного права
  - Кафедра уголовно-исполнительного права и организации воспитательной работы с осужденными
  - Кафедра организации режима и надзора в УИС
  - Кафедра оперативно-розыскной деятельности
  - Кафедра криминологии и организации профилактики преступлений
  - Кафедра уголовного процесса и криминалистики
  - Кафедра гражданского права и процесса
  - Кафедра административного и финансового права
  - Кафедра мобилизационной и тактико-специальной подготовки
  - Кафедра философии и истории
  - Кафедра русского и иностранных языков
  - Кафедра управления и организации деятельности УИС
  - Кафедра огневой подготовки
  - Кафедра общей психологии
  - Кафедра юридической психологии и педагогики
  - Кафедра социальной психологии, социальной работы и пробации
  - Кафедра психологии профессиональной деятельности
  - Учебно-строевое подразделение «Курс психологического факультета»
  - Кафедра физической подготовки и спорта
  - Кафедра бухгалтерского учета, анализа, финансов и налогообложения (выпускающая);
  - Кафедра экономики, менеджмента, организации производственной деятельности и трудовой адаптации осужденных (выпускающая);
  - Кафедра управления тыловым обеспечением УИС и коммерции (выпускающая);
  - Кафедра экономической теории, географии и экологии;
  - Кафедра математики и информационных технологий управления;
- Институт подготовки государственных и муниципальных служащих.
- Также имелся филиал в Кирове (с 1999 по 2013) — ныне Кировский институт повышения квалификации работников ФСИН России; филиал в Томске (с 1999 по 2007) – ныне Томский институт повышения квалификации работников ФСИН России; филиал в Пскове (с 2013 по 2022) – ныне Псковский филиал Университета ФСИН России.

## Высшие академические курсы
Высшие академические курсы (ВАК) — были образованы для осуществления профессиональной переподготовки и повышения квалификации руководящего состава учреждений и органов УИС приказом Минюста России от 19 марта 2001 г. № 407-к на базе Академии ФСИН России.

## Образовательная деятельность
Академия реализует профессиональные образовательные программы высшего образования, программы дополнительного профессионального образования по очной и заочной формам обучения:
- Высшее образование:
  - Бакалавриат
  - Специалитет
  - Магистратура
  - Подготовка кадров высшей квалификации

- Дополнительное профессиональное образование:
  - Высшие академические курсы
  - Факультет повышения квалификации и первоначальной подготовки
  - Институт подготовки государственных и муниципальных служащих

## Научно-исследовательская деятельность
Академия ФСИН России является крупнейшим специализированным научным центром ФСИН России, осуществляющим комплексное многоуровневое научное обеспечение деятельности учреждений и органов, исполняющих наказание.
Удельный вес научно-исследовательских разработок, выполненных по заданиям ФСИН России и заявкам территориальных органов УИС, составляет более 95 % от общего объема научно-исследовательских разработок академии.

## Научная работа
- Международный пенитенциарный форум «Преступление, наказание, исправление». Международный форум впервые был организован на базе академии в 2013 году.
- Международная научно-практическая конференция по проблемам исполнения уголовных наказаний.

## Печатные издания
- «Виват, академия» — ежеквартальное издание
- Человек: преступление и наказание
- Уголовно-исполнительное право
- Прикладная юридическая психология
- Векторы психолого-педагогических исследований

## Международное сотрудничество
Академии ФСИН России состоит в партнерских отношениях со следующими образовательными организациями и пенитенциарными службами зарубежных стран:

Республика Беларусь
- Департамент исполнения наказаний МВД Республики Беларусь
- Белорусский государственный университет
- Академия МВД Республики Беларусь
- Могилевский институт МВД Республики Беларусь

Республика Казахстан
- Комитет уголовно-исполнительной системы МВД Республики Казахстан
- Костанайская академия МВД Республики Казахстан им. Ш. Кабылбаева
- Карагандинская академия МВД Республики Казахстан им. Б. Бейсенова
- Актюбинский юридический институт МВД Республики Казахстан им. М. Букенбаева
- Южно-Казахстанский государственный университет им. М. Ауэзова Министерства образования и науки Республики Казахстан

Азербайджанская Республика
- Пенитенциарная служба Министерства юстиции Азербайджанской Республики

Республика Армения
- Уголовно-исполнительная служба Министерства юстиции Республики Армения
- Центр правового образования и осуществления реабилитационных программ

Республика Таджикистан
- Центр международных программ Министерства образования Республики Таджикистан

Кыргызская Республика
- Государственная служба исполнения наказаний при Правительстве Кыргызской Республики
- Учебный центр по подготовке и повышению квалификации сотрудников уголовно-исполнительной системы Кыргызской Республики

Монголия
- Генеральное управление исполнения судебных решений Монголии Университет правоохранительной службы Монголии

Социалистическая Республика Вьетнам
- Народная полицейская академия Министерства общественной безопасности Социалистической Республики Вьетнам

Королевство Норвегия
- Служба исполнения наказаний Королевства Норвегия
- Академия подготовки тюремного персонала Службы исполнения наказаний Королевства Норвегия

#### Республика Узбекистан
- Академия МВД Республики Узбекистан

## Критика
По данным сетевого экспертного сообщества «Диссернет» на 2018 год, Академия права и управления ФСИН России имеет 39 случаев «участия сотрудников в защите липовых диссертаций» и является первой по этому показателю среди всех учебных заведений ФСИН, представленных в «Диссеропедии вузов».